# San Crispieri
San Crispieri (San Crispièri in dialetto brindisino) è l'unica frazione di Faggiano: con 300 abitanti dista circa 2 km.

## Geografia fisica

### Territorio
Il piccolo borgo è situato alle pendici della Serra di Sant'Elia, il colle più alto delle Murge Tarantine a un'altezza di 56 m s.l.m. in un territorio caratterizzato da vaste colture di vigneti e uliveti e zone rocciose incolte.

## Monumenti

### Castello
Il castello è un solido e severo edificio dalle forme tardo rinascimentali. Edificato alla fine del Cinquecento, fu completato nel secondo decennio del Seicento e ha poi subito continue manomissioni, sino ai nostri giorni, per adattamenti residenziali dei proprietari: oggi la famiglia Ciaccia.

### Chiesa di San Francesco da Paola
La chiesa di San Francesco da Paola, della seconda metà del XV secolo, si colloca nei pressi del castello feudale.